# Teodor Leszetycki

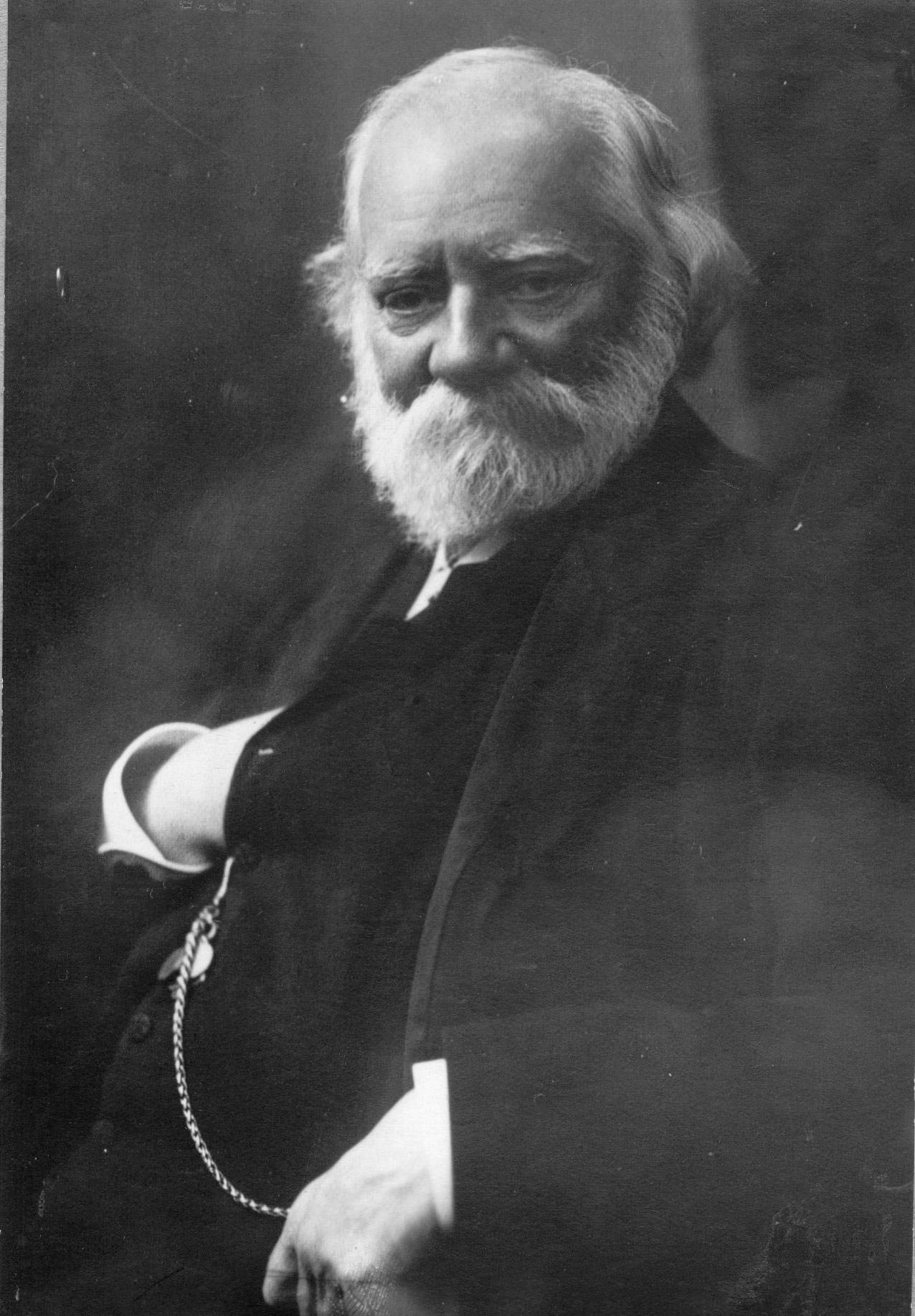
Teodor Leszetycki (przed 1915)

Teodor Leszetycki, niem. Theodor Leschetizky (ur. 22 czerwca 1830 w Łańcucie, zm. 14 listopada 1915 w Dreźnie) – polski pianista, kompozytor i pedagog. Powołany przez Antona Rubinsteina do nowo założonego Konserwatorium w Petersburgu w 1864 roku, wykształcił tam wielu sławnych pianistów.

## Życiorys
Naukę muzyki rozpoczął, mając pięć lat. W roku 1839, w wieku dziewięciu lat, debiutował jako pianista we Lwowie z miejscową orkiestrą, prowadzoną przez Franza Xavera Mozarta. W 1841 rodzina Leszetyckich wyjechała do Wiednia, gdzie Teodor kontynuował naukę gry na fortepianie u Carla Czernego i kompozycji u Simona Sechtera; studiował też filozofię na Uniwersytecie Wiedeńskim. Dawał koncerty w Rosji, Niemczech i Anglii jako pianista i dyrygent.
W 1878 wrócił do Wiednia. Zamieszkał w zachowanej do dziś obszernej willi w dzielnicy Währing, przy Weimarerstrasse 60. Na jej frontowej ścianie widnieje tablica pamiątkowa o treści: Dieses Haus war von 1881–1915 das Heim des Klaviervirtuosen und Musikpädagogen Professor Theodor Leschetizky.
Leszetycki był wybitnym pedagogiem, jego uczniami byli m.in. Ignacy Jan Paderewski, Henryk Melcer-Szczawiński, Antonina Szukiewicz, Artur Schnabel, Ignacy Friedman, Osip Gabriłowicz, Elly Ney, Mieczysław Horszowski, Benno Moiseiwitsch, Paul Wittgenstein, Richard Buhlig i Mark Hambourg. Paderewski o pedagogice Leszetyckiego wypowiadał się w następujący sposób: „Nie znałem i do dziś dnia nie znam nikogo, kto by mu dorównał. Nikt absolutnie nie może się z nim porównywać. Jako pedagog – olbrzym, wobec którego wszyscy inni są tylko karłami”.
Zajmował się także kompozycją, napisał ponad pięćdziesiąt większych utworów fortepianowych, dwie opery: Bracia Marco i Pierwsza Zmarszczka, koncert fortepianowy oraz kilkaset miniatur fortepianowych.
Pochowany w grobie honorowym na Cmentarzu Centralnym w Wiedniu.

## Dzieła (wybór)

### Utwory na fortepian
- Les deux alouettes op. 2
- Koncert fortepianowy c-moll op. 9
- Deux Mazurkas op. 24
- Suita Souvenirs d’Italie op. 39
- Deux morceaux op. 42
- Deux morceaux op. 43
- Deux arabesques op. 45
- Contes de jeunesse suite de morceaux op. 46
- Trois morceaux op. 48

### Inne dzieła
- Wariacje na obój na temat z Beethovena (niem. Variationen für Oboe über ein Thema von Beethoven)
- Mittagszauber (Emanuel Geibel) op. 32, nr. 1

### Utwory sceniczne
- Die Brüder von San Marco (1848-1852)
- Die erste Falte (Pierwsza zmarszczka, lib. Salomon Hermann von Mosenthal), opera komiczna w 1 akcie (prawykonanie 1867 Praga)